# Alto del Moralito
Alto del Moralito är en ort i Mexiko.   Den ligger i kommunen Ozuluama de Mascareñas och delstaten Veracruz, i den sydöstra delen av landet, 290 km nordost om huvudstaden Mexico City. Alto del Moralito ligger 65 meter över havet och antalet invånare är 724.
Terrängen runt Alto del Moralito är platt, och sluttar norrut. Runt Alto del Moralito är det glesbefolkat, med 11 invånare per kvadratkilometer. Närmaste större samhälle är Ozuluama, 5,9 km sydväst om Alto del Moralito. Trakten runt Alto del Moralito består till största delen av jordbruksmark.